# ГЕС Інотані/Шін-Інотані
ГЕС Інотані/Шін-Інотані (猪谷発電所/新猪谷発電所) — гідроелектростанція в Японії на острові Хонсю. Знаходячись після ГЕС Макі (40,5 МВт), становить нижній ступінь каскаду на річці Такахара, правій твірній річки Дзиндзу, що у місті Тояма впадає до затоки Тояма (Японське море).
У межах гідрокомплексу працюють два машинні зали, котрі живляться від однієї й тієї ж греблі Шін-Інотані. Ця бетонна гравітаційна споруда, яка має висоту 56 метрів та довжину 154 метри, потребувала 74 тис. м3 матеріалу та утримує водосховище з площею поверхні 0,28 км2 і об'ємом 1,6 млн м3, з яких до корисного об'єму відносяться 1,3 млн м3 (коливання рівня поверхні між позначками 272 та 278 метрів НРМ). Зведена на початку 1960-х, вона замінила стару греблю, споруджену більш ніж трьома десятками років раніше в комплексі з машинним залом Інотані, та дозволила ввести в дію новий зал Шін-Інотані.
Від греблі до ГЕС Інотані по правобережжю прямує дериваційний тунель довжиною 5,3 км з перетином 4,2х4,2 метра, котрий завершується верхнім балансувальним басейном розмірами 101х25 метрів при глибині 5 метрів. Звідси беруть початок два напірні водоводи довжиною по 0,17 км зі спадаючим діаметром від 3,5 до 1,8 метра, котрі подають ресурс до машинного залу, розташованого вже на правому березі Дзиндзі нижче від злиття її витоків. Тут в 1929-му ввели в експлуатацію дві турбіни типу Френсіс загальною потужністю 22,3 МВт, розраховані на використання напору у 85 метрів. Пізніше внаслідок модернізації потужність станції зросла до 23,6 МВт.
Машинний зал Шін-Інотані розташований на лівому березі Такахари дещо вище від її злиття з Міягавою у Дзиндзу. До нього прямує тунель довжиною 3,8 км з діаметром 4,4 метра, який переходить у напірний водовід довжиною 0,2 км зі спадаючим діаметром від 4 до 2,8 метра. У цій системі працює вирівнювальний резервуар висотою 36 метрів з діаметром 19 метрів. Основне обладнання Шін-Інотані становить одна турбіна типу Френсіс, котра первісно мала номінальну потужність у 33,5 МВт (максимальна 35 МВт), а потім була модернізована до показника у 35,4 МВт. Вона використовує напір у 88 метрів.
Відпрацьована станцією Інотані вода одразу потрапляє до Дзиндзи, тоді як для Шін-Інотані для цього знадобився відвідний тунель довжиною 1,1 км з перетином 5х5 метрів. Варто також відзначити, що на Дзиндзі працює власний каскад гідроелектростанцій, верхнім в якому є гідрокомплекс Дзиндзугава I/Іорідані.